# Hilobothea caracensis
Hilobothea caracensis là một loài bọ cánh cứng trong họ Cerambycidae.